# Ranitidin
Ranitidin je H2 blokator. U odnosu na cimetidin kod ranitidina je imidazolska grupa zamenjena furanskom, a cijanogvanidinska je zamenjena je nitrogvanidinskom grupom. Na furanu je i drugi lanac koji sadrži azot. Za djelovanje je potrebna sedam puta manja doza od cimetidina, a deset je puta manje toksičan. Ranitidin je blokator H2 receptora koji se najviše koristi.

## Farmakoterapijska grupa i djelovanje
Ranitidin je antiulkusni lek iz grupe H2-blokatora. Dolazi u obliku tableta i injekcija. U propisanim dozama snažno koči bazalnu i stimuliranu sekreciju HCl u želucu te znatno smanjuje količinu želudačnog soka i sadržaj pepsina. Antisekretorno djelovanje zbiva se na razini želudačnih parijetalnih stanica mehanizmom selektivne blokade histaminskih H2-receptora.

## Farmakokinetski podaci
Terapijski učinak ranitidina započinje brzo i traje prilično dugo. Najviša se koncentracija u plazmi postiže dva do tri sata nakon oralne primene. Pojedinačna doza od 150 mg uspešno koči kiselu želudačnu sekreciju tokom 12 sati. Jedna večernja doza od 300 mg dovoljna je za održavanje povišene  vrednosti tokom cele noći i sledećeg dana.

## Terapijske indikacije
Ranitidin se primenjuje kod bolesnika sa ulkusom na dvanaestopalačnom crevu, benignim želudačnim ulkusom, Zollinger-Ellisonovim sindromom, refluksnim ezofagitisom, hroničnom epizodnom dispepsijom i u ostalim stanjima sa hiperaciditetom.

## Kontraindikacije
Ranitidin je kontraindiciran kod bolesnika preosetljivih na ranitidin.

## Mere opreza
Antagonisti H2-receptora mogu prikriti simptome karcinoma želuca pa pre početka lečenja želudačnog ulkusa treba isključiti maligni proces.

## Interakcije lekova|Interakcije
Ranitidin nema klinički značajnih interakcija. Ne djeluje na jetreni citohrom P-450 i stoga ne ometa oksidativne enzimatske procese, te nema interakcija s lekovima koji se metaboliziraju tim putem. Ranitidin može blago i prolazno promeniti rezultate funkcionalnih jetrenih testova.

## Posebna upozorenja
U bolesnicima sa oštećenjem bubrežne funkcije potreban je oprez. U bolesnicima s ograničenom bubrežnom funkcijom dozu treba prilagoditi bubrežnom oštećenju jer se u protivnom može povećati koncentracija leka u plazmi. Ranitidin treba izbegavati u bolesnicima sa anamnezom akutne porfirije.

## Trudnoća i dojenje
Zbog nedovoljnih podataka ranitidin se tokom trudnoće i dojenja primjenjuje samo ako je neophodno. Može se davati tokom porođaja jer terapijske doze ne mijenjaju njegov tok, a ni kasniji oporavak majke i novorođenčeta.

## Doziranje i način upotrebe
Dnevna doza iznosi 300 mg, podeljeno u dve doze.

## Predoziranje
Iako je iskustvo s ranitidinom nedovoljno, zbog veoma specifičnog djelovanja nakon predoziranja se ne očekuju posebni problemi, te lečenje treba biti simptomatsko. U krajnjem slučaju, lek se može ukloniti iz plazme hemodijalizom.

## Nuspojave
Nuspojave ranitidina su blage, retke i prolazne. Moguće su glavobolja, proliv, konstipacija, vrtoglavica, pospanost, mučnina ili povraćanje, te kožni osip. Ranitidin veoma retko može prouzrokovati bradikardiju, koja nije klinički signifikantna, atrioventrikularni blok, te konfuziju koja je verovatnija kod ozbiljno bolesnih osoba ili u bolesnicima s bubrežnim oštećenjem. Alergijske reakcije (uritkarija, angioedem, vrućica, bronhospazam, hipotenzija, anafilaktički šok) su izuzetno retke. Povratne su hematološke promjene (leukopenija, trombocitopenija, pancitopenija, agranulocitoza) zapažene u izuzetno retkim slučajevima, a verovatnije su u ozbiljno bolesnih osoba i u bolesnika lečenih lekovima koji suprimiraju koštanu srž.

## Literatura
- Lemke TL (2007). Foye's Principles of Medicinal Chemistry (6 изд.). Lippincott Willams & Wilkins. ISBN 978-0-7817-6879-5.

## Spoljašnje veze
- Korisničke informacije za Zantak Архивирано на веб-сајту  (21. јул 2008)
- Zantak zvanični vebsajt GlaksoSmitKlajn
- Zantak OTC zvanični vebsajt Beringer Ingelhajm

|  | Molimo Vas, obratite pažnju na važno upozorenje u vezi sa temama iz oblasti medicine (zdravlja). |